# Manuel Olivencia
Manuel Olivencia Ruiz (ur. 25 lipca 1929 w Rondzie, zm. 1 stycznia 2018 w Sewilli) – hiszpański wykładowca akademicki, ekonomista i prawnik.

## Życiorys
W 1953 z wyróżnieniem ukończył studia prawnicze na Uniwersytecie Bolońskim. Niedługo potem rozpoczął pracę w zawodzie, ale bardzo szybko został wykładowcą akademickim prawa handlowego na Uniwersytecie Complutense w Madrycie. W 1960 przeniósł się na Uniwersytet w Sewilli, gdzie w latach 1968–1971 był dziekanem szkoły powszechnej, a okresie 1971–1975 szkoły ekonomicznej.
Był Podsekretarzem Edukacji i Nauki podczas pierwszego rządu przejściowego, doradcą Banku Hiszpanii i członkiem zarządu Radiotelevisión Española. W 1992 podczas Expo ’92 pełnił funkcję komisarza generalnego wystawy światowej. W latach 2006–2018 pracował jako dyrektor Bolsas and Mercados Españoles.
Opublikował około 200 prac o charakterze naukowym. Odznaczony został m.in.: Krzyżem św. Jerzego (Katalonia), Złotą Odznaką Honorową za Zasługi dla Republiki Austrii (Austria), a także Wielkimi Krzyżami hiszpańskich orderów: Alfonsa X Mądrego, Świętego Rajmunda z Penafort, Izabeli Katolickiej oraz Krzyżem Wielkim Zasługi Wojskowej.
Zmarł 1 stycznia 2018 w Sewilli z powodu niewydolności oddechowej po upadku w grudniu 2017.